# ドイツの地理
この記事ではドイツの地理（ドイツのちり）について記述する。

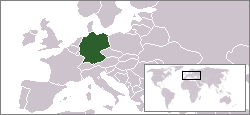
ドイツの位置

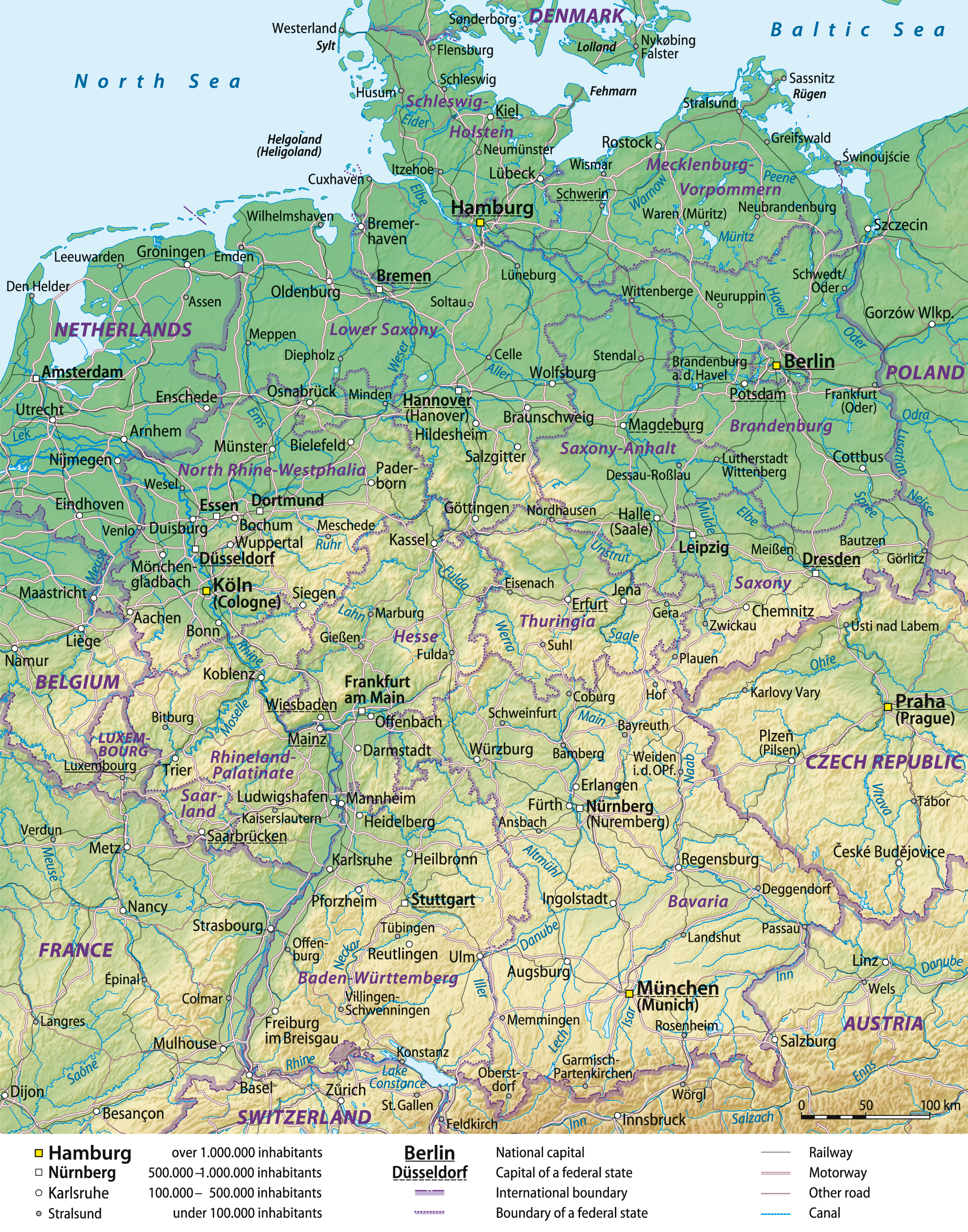
ドイツの全体図

## 概観
ドイツ（ドイツ語：Deutschland、英語：Germany）は中央ヨーロッパに位置し、アルプス山脈から北ヨーロッパ平原を横断し、北海（ドイツ語：Nordsee）及びバルト海（ドイツ語：Ostsee）沿岸まで及ぶ国である。ロシアに次いでヨーロッパで2番目に人口が多く、面積は第7位である。総面積357,021km2のうち、349,223 km2が陸であり、7,798 km2が水面（河川・湖沼など）である。
南部は、ドイツ最高地点のツークシュピッツェ山（2962m）を含むアルプス山脈が走り、標高が高い。中部は樹木に覆われた高原で、北部は北海やバルト海に面した低地が広がり、最低地点ノイエンドルフ・ザクセンバンデ、-3.54m）がある。ドイツにはライン川、ドナウ川、エルベ川といった主要河川が流れる。
ヨーロッパの中心的な位置にあることから、ドイツはヨーロッパの9か国と国境を接し、これはロシアを除けば最多である。
ドイツと接する国々
北：デンマーク
東：ポーランド、チェコ
南：オーストリア、スイス
西：フランス、ベルギー、ルクセンブルク、オランダ
ドイツ統一の日は毎年10月3日に祝われる。
1990年以後のドイツ連邦共和国（ドイツ語：Bundesrepublik Deutschland、英語：Federal Republic of Germany）の領域は、冷戦時代の西ドイツより30.3%大きく、かつてのヴァイマル共和国より23.8%、ドイツ帝国より33.9%小さくなっている。

## 地形

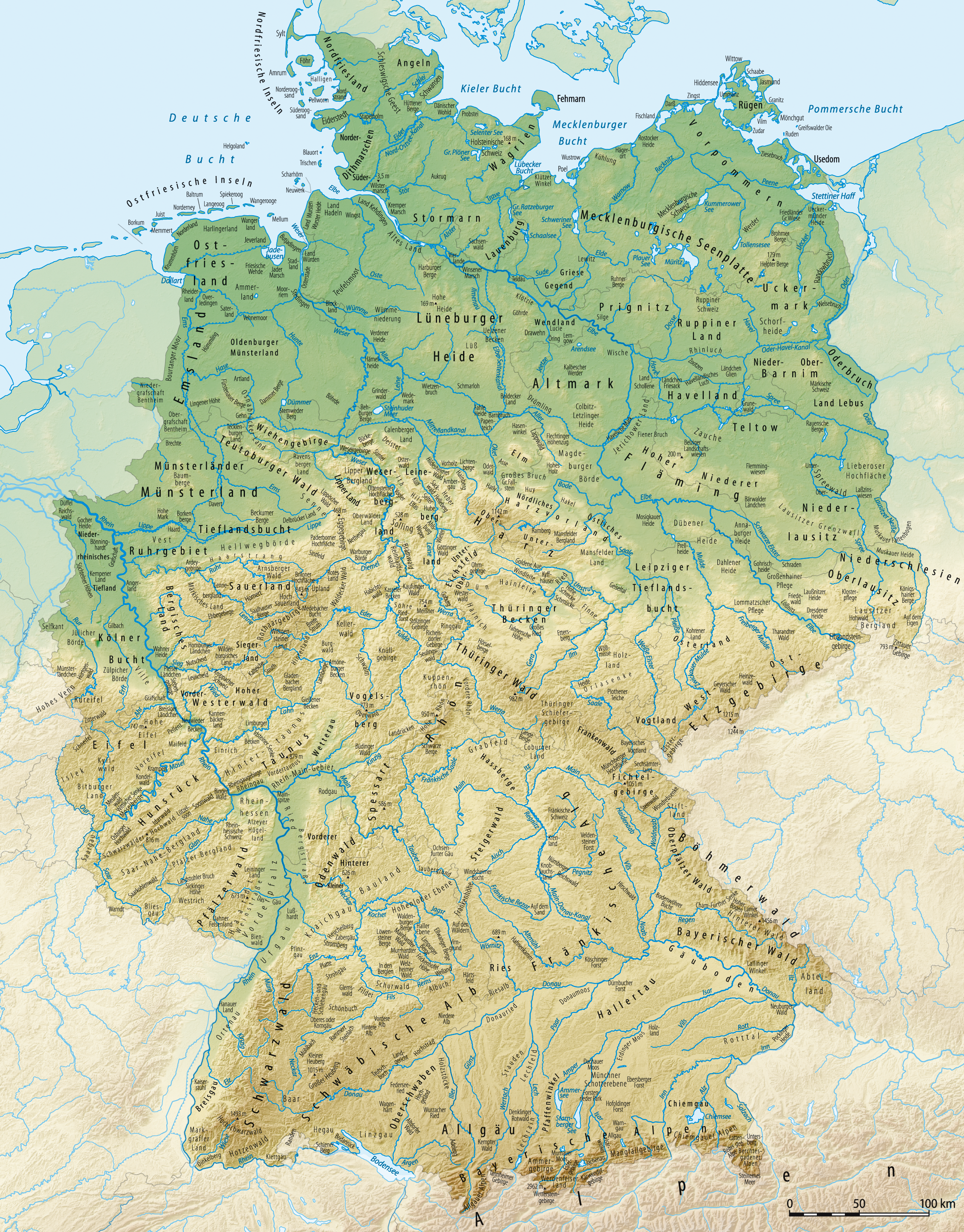
ドイツの地形図

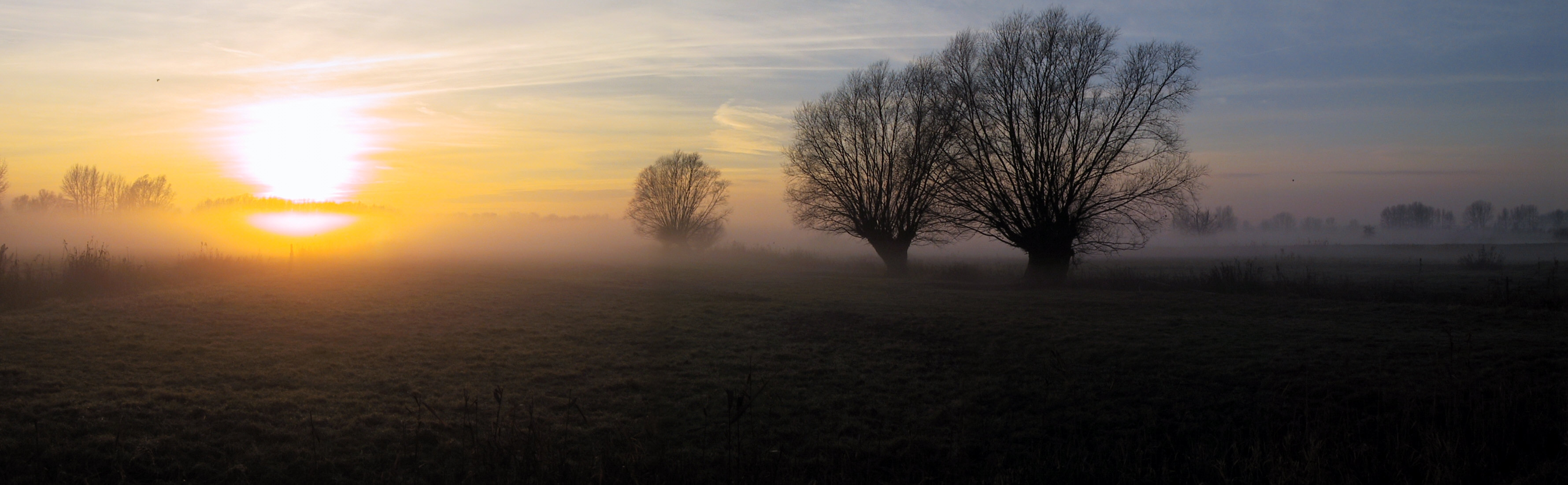
ドイツ北部の沼地

### 北ドイツ
北方の3州（メクレンブルク＝フォアポンメルン州・ニーダーザクセン州・シュレースヴィヒ＝ホルシュタイン州）は北ヨーロッパ平原に位置し、平坦な地形上をエルベ川、エムス川、ヴェーザー川、オーデル川などの河川が北流する。
フリースラント（フリジア）の海岸沿いのオランダとの国境付近には、湿地と沼沢地が分布し、北西部のメクレンブルク地方は砂質で、最終氷期に形成された氷河湖が数多く見られる。

### 中央ドイツ
中央ドイツは粗く、分布傾向のつかみがたい丘や山々が特徴的である。この山々には太古の時代の火山活動によって形成されたものが含まれる。ライン川の谷（ライン地溝帯）はこの地域の西側部分を切り取る。中央の高原はザール地方から東へ広がっており、その東端はチェコとの国境を成すエルツ山脈につながっている。高原地方は、ライン川西岸のアイフェル、フンスリュック（Hunsrück）、プフェルツァーヴァルト（英：Palatine Forest、独：Pfälzerwald）を含み、フランクフルトの北方にあるタウヌス丘陵（Taunus）、フォーゲルスベルク山地、レーン山地（Rhön Mountains）、そしてテューリンガー・ヴァルトが該当する。
ベルリンの南、ドイツ中東部は北部の低地によく似た地域であり、砂質の土壌と河川が作る湿地が展開する。例えば、シュプレーヴァルト（Spreewald）地域が挙げられる。

### 南ドイツ
南ドイツの地形は、さまざまな規模の丘や山脈で説明できる。例えば、2つの連続した山脈であるシュヴェービッシェ・アルプ（Swabian Alb）とフレンキッシェ・アルプ（Franconian Alb）、そしてバイエリッシャー・ヴァルト（バイエルンの森、Bavarian Forest）がバイエルン州とチェコの境界に沿っている。
南の国境にそびえるアルプス山脈はドイツの最高峰ではあるが、ドイツ国内ではスイスやオーストリアと比べれば、アルプス山脈らしい姿をしていないと言える。アルプス山脈はバイエルン州のシュヴァーベン地方の南東部やオーバーバイエルン地域に当たる。
ライン川は、フランスと南西の国境を成すシュヴァルツヴァルト（黒森）の東斜面でドナウ川上流から分岐する。

## 気候

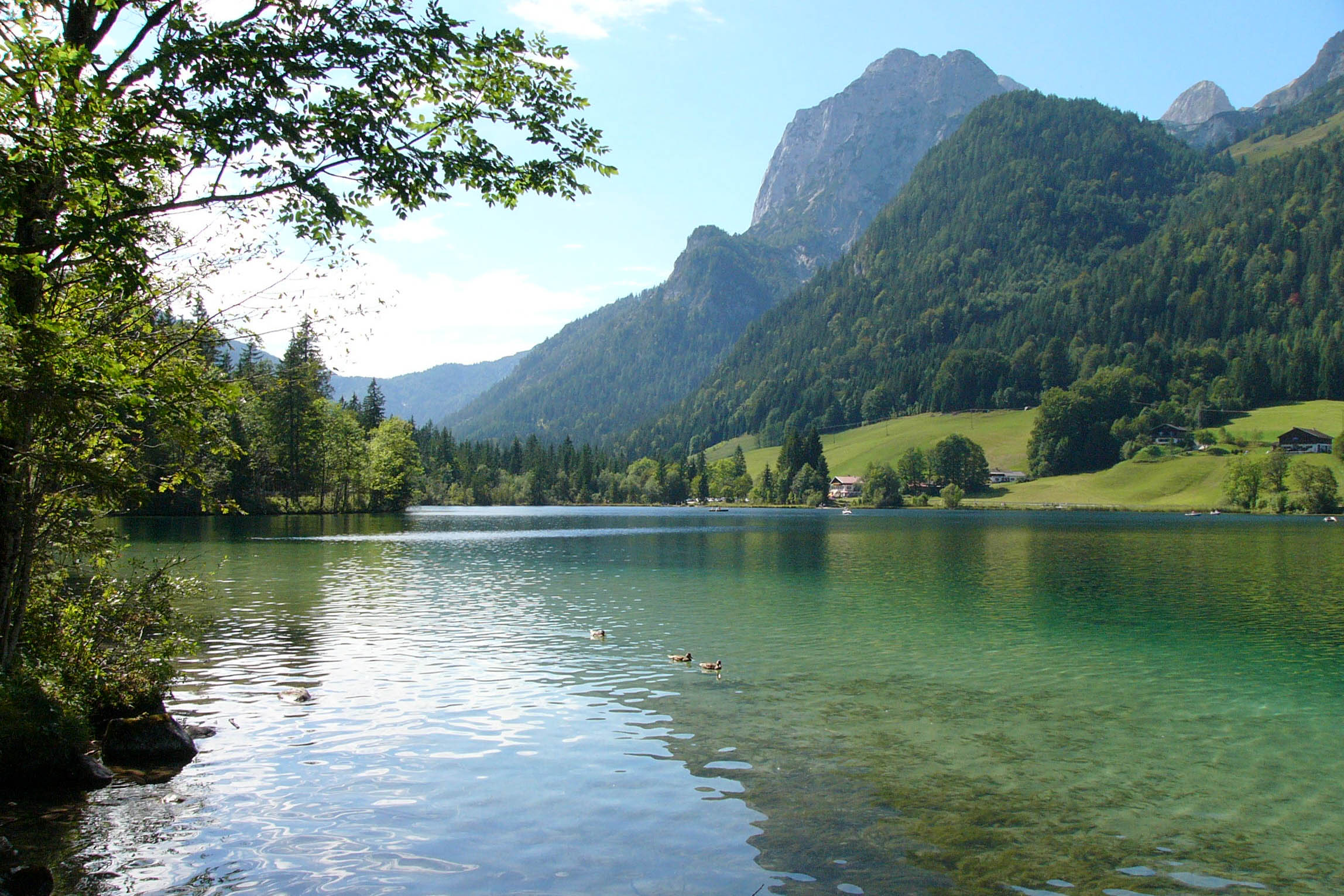
バイエルン州から見るアルプスの風景

ドイツの気候は冷涼、曇りがち、湿潤な冬と夏を特徴とする、緯度の割りには温和な海洋性気候であり、時折暖かなフェーンが吹き下ろす。ケッペンの気候区分では大半が西岸海洋性気候（Cfb）に属し、多湿な西風が卓越する。
北西部及び北部は特に海洋性気候の特徴が顕著に現れ、1年を通して降水がある。冬季は寒いものの、それほど厳しい冷え込みとはならない。夏季は比較的涼しい。
東部では明らかな大陸性気候の特色を示す。冬季は長期に渡って寒さが厳しく氷点下の日々が続き、-20度以下まで下がることもある。一方、夏季は暑くなる。この地方ではまた、長く乾燥した期間がしばしば記録される。
中部及び南部は海洋性気候と大陸性気候の遷移帯であり、全体的な気象状況による。冬季は寒冷で、夏季は冷涼という傾向が認められるが、夏季は熱波の影響で最高気温が30℃に達する日が数日続くこともあり、ドイツで最も暑い地域である。この地域では最高気温が30℃を記録することがたびたびあり、最低気温が20℃を下回らないこともある。一方、冬季は寒気の影響で、最低気温が-15度以下まで下がることもある。
ドイツ国内における、最高気温の極値は、Kümmersbruck、カールスルーエ、フライブルクで観測された40.2 °C（1983年7月27日/2003年8月13日）、最低気温の極値はアルプスに近い標高1601mの高地にあるバイエルン州フンテンゼー(Funtensee)で観測された-45.9 °C（2001年12月14日）である。

## 土地利用

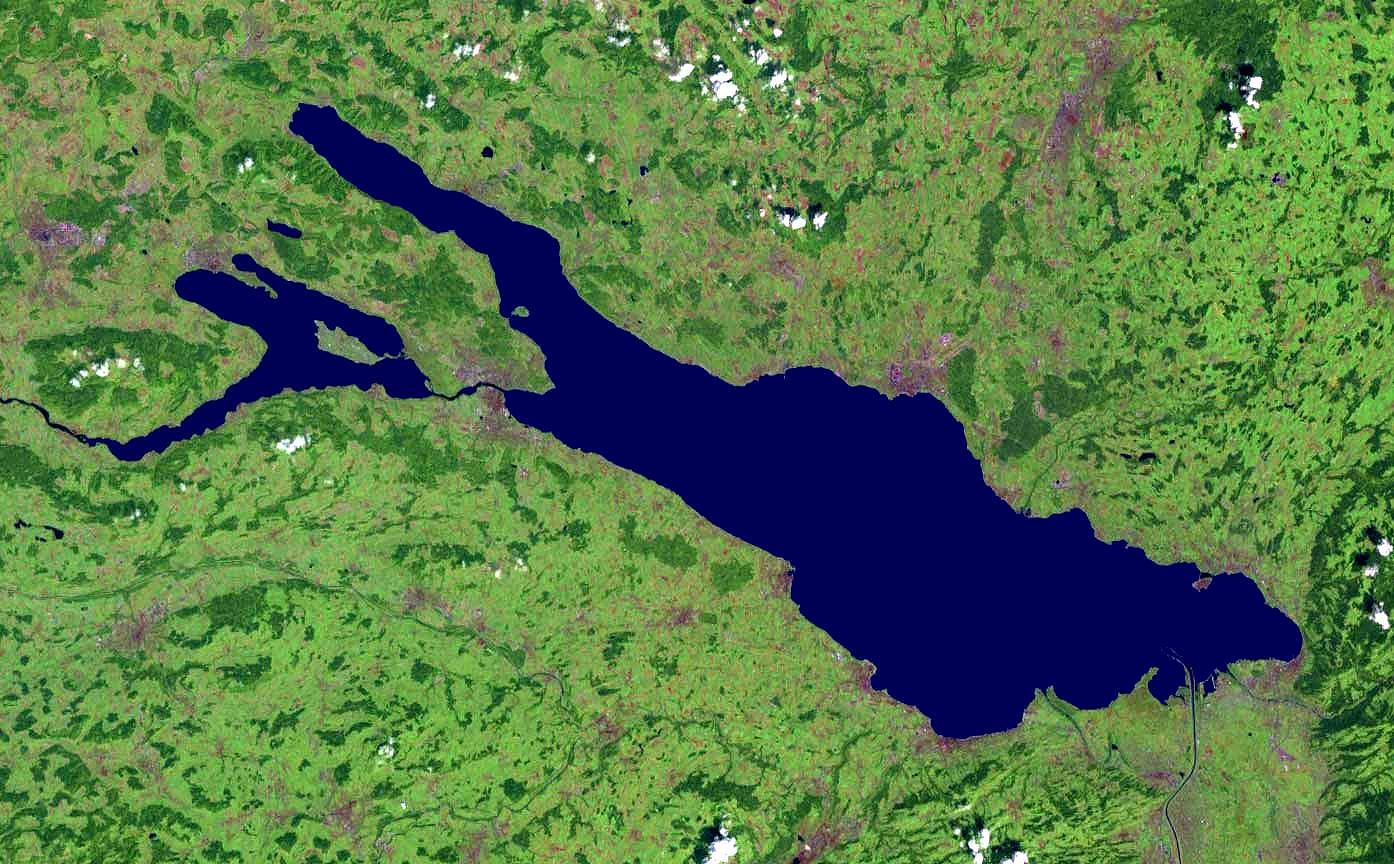
ボーデン湖

ドイツの総面積は357,021km2である。そのうち4,750 km2は灌漑地（かんがいち）、7,798 km2は水面である。ドイツの湖の面積第1位はボーデン湖（総面積536km2、うち岸辺の62％がドイツに属するが、湖自体に国境は定まっていない）、第2位はミューリッツ湖（117 km2）、第3位はキーム湖（80 km2）である。
ドイツの土地利用別面積で最大のものは耕地（33％）であり、森林（31％）がそれに次ぐ。恒久的な牧草地は15％を占める。

## 海岸線長・国境線長
ドイツの海岸線の長さは2,389kmであり、国境線の長さは3,621kmである。
国別の共有国境線長（北から時計回りに）
| 国             | 国境線長（km） |
| デンマーク     | 68             |
| ポーランド     | 456            |
| チェコ         | 646            |
| オーストリア   | 784            |
| スイス         | 334            |
| フランス       | 451            |
| ルクセンブルク | 138            |
| ベルギー       | 167            |
| オランダ       | 577            |

- オーストリアとの国境付近には、ユングホルツ（Jungholz）という小さなオーストリアの飛び地がある。
- ドイツとの国境に近いベルギー国内には5つのドイツの飛び地があるが、これはドイツのフェンバーン（フェン鉄道、Vennbahn railway）がドイツ領内からベルギー領内へ入り込んでいることによるものである。

## 洞窟
カルスト地形が見られる地域の岩場では数多くの洞窟が形成されている。ヨーロッパ最大の文化洞窟はバルフェ（Balve）にある。

## 川
ドイツには3本の主要河川がある。

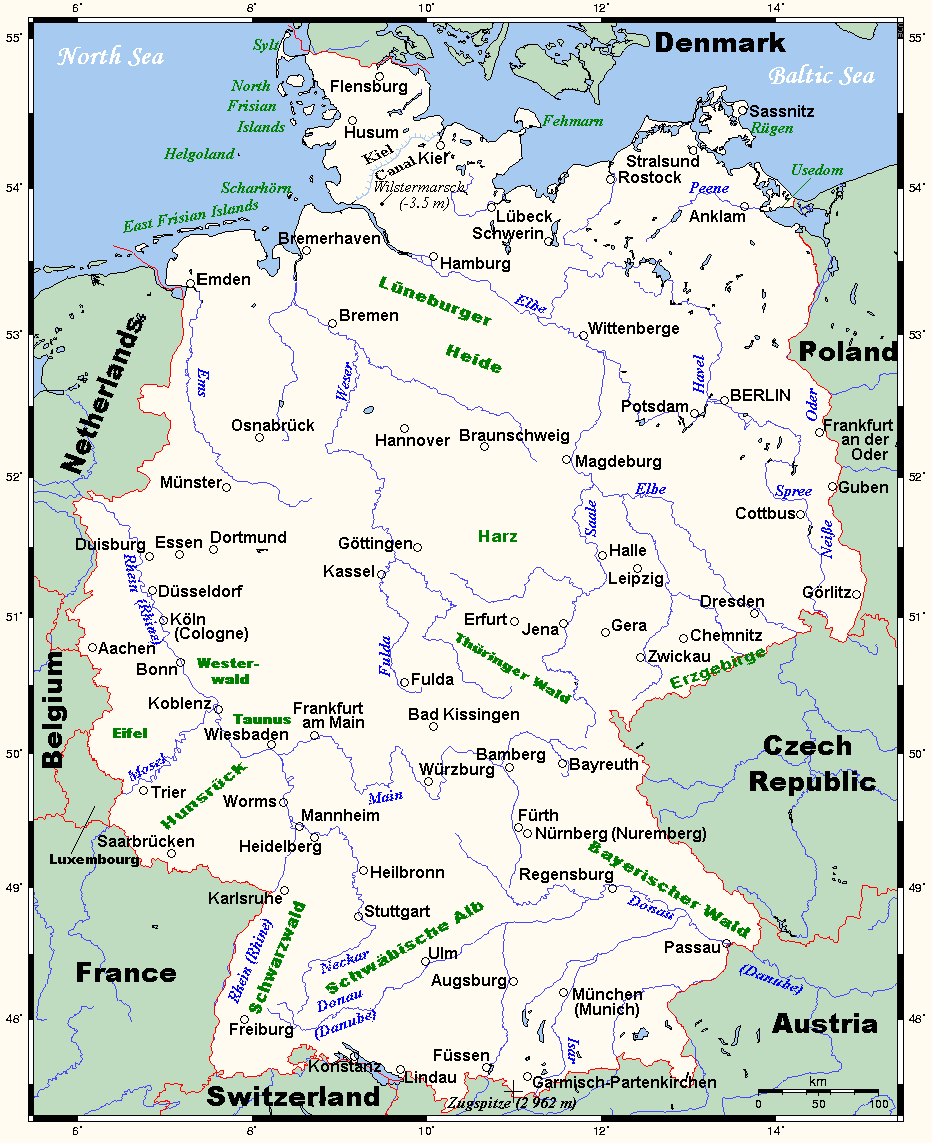
ドイツの主要河川

- ライン川：ドイツ国内の河川延長は865km（主な支流のネッカー川、マイン川、モーゼル川を含む）。
- エルベ川：ドイツ国内の河川延長は727km（北海に注ぐ）。
- ドナウ川：ドイツ国内の河川延長は687km。

他の重要な河川としては南西部のイーザル川と北部のヴェーザー川が挙げられる。

## 海洋
以下はドイツ政府の主張である。
- 大陸棚：水深200m又は開発できる水深。
- 排他的経済水域（EEZ）：海岸から200海里まで。実際のEEZは周辺国との協定による。
- 領海：沿岸から12海里まで。

## 天然資源
地下資源
鉄鉱石、石炭、カリウム、褐炭、ウラン、銅、天然ガス、ニッケル
その他
塩、木材、可耕地、水

## 環境
現在の諸問題
- 石炭を燃やしたことによる排気の実害性及び産業活動が与える環境への影響
  - 酸性雨：亜硫酸ガスの排出に起因し森林に被害を与える。
  - バルト海の汚染：未処理の下水と旧東ドイツの河川から流入する工場排水に起因する。
  - 危険な廃棄物の処理：ゲアハルト・シュレーダー政権下で、ドイツ政府は原子力を発電のために利用することを取り止める方針を表明した。政府はヨーロッパ連合（EU）で、「EUの植物相、動物相及び動物の生息地の自然保護地域を確定する」と宣言し、その実行のために動いている。
  - ドイツの最後の氷河は失われかけている。[7]

国際合意のうち批准したもの
- 南極条約, 生物多様性条約, 気候変動枠組条約, 京都議定書, ワシントン条約, バーゼル条約, ロンドン海洋投棄条約, 部分的核実験禁止条約, モントリオール議定書, マルポール条約, ラムサール条約, Air Pollution, Air Pollution-Nitrogen oxide, Air Pollution-Sulphur 85, Air Pollution-Sulphur 94, Air Pollution-Volatile Organic Compounds, Antarctic-Environmental Protocol, Desertification, Environmental Modification, Law of the Sea, Tropical Timber 83, Tropical Timber 94, Whaling

調印済だが未批准のもの
- Air Pollution-Persistent Organic Pollutants

自然災害
洪水がドイツでは特徴的である。具体的には
- 2002年のヨーロッパにおける洪水（2002 European floods参照）などの激しい降水による洪水
- 1962年の北海における洪水（North Sea flood of 1962参照）などの高潮による洪水
- 1362年のグローテ・マンドレンケ（大量溺死の意、Grote Mandrenke参照）や1634年のブルチャルディ洪水（Burchardi flood参照）などの現在のシュレースヴィヒ＝ホルシュタイン州の西海岸の海岸線を変化させた歴史的洪水

などがある。

## 人口
2008年現在の人口は8253万4千人 で、ヨーロッパではロシアに次ぐ規模である。2006年の年齢別人口構成は、年少人口が14.1％、生産人口が66.6％、老年人口が19.2％となっている。2004年の国際連合の統計 によると男女比は男性が48.9％、女性が51.1％と、日本とほぼ同じである。

## 民族
2004年のデータではゲルマン民族を主とするドイツ人が91.5％を占め、トルコ系住民が2.4％でそれに次ぐ。このほか、少数民族としてデンマーク人・ロマ・フリース人（フリジア人）・ソルブ人などから構成される。
在ドイツ日本人は2007年現在32,755人おり、そのうち6,732人が永住者である。

### ドイツのトルコ人
ドイツの民族集団（エスニック集団）の中で最も多いのがトルコ人である。彼らは西ドイツの高度経済成長期（1960年代）に、第二次世界大戦で失われた男性労働力を補うためにドイツとトルコの間で結ばれた雇用協定（1961年）に基づいて流入したのが始まりである。1971年の統計では65万人に達し、西ドイツの経済成長に貢献したが、1973年の石油危機（オイルショック）により労働者としての外国人の募集は停止した。
しかし、労働者として渡ったトルコ人男性が家族や親戚をドイツに呼び寄せたために1973年以降もトルコ人人口は増え続け、2003年末の統計によると1,877,661人のトルコ人が外国人としてドイツで暮らしている。
長らくドイツでは血統主義を採っていたため、トルコ人のドイツ国籍取得は難しかったが、2000年に国籍法が改正 され、2003年には約5,6000人がドイツで市民権を獲得している。それでも多くのトルコ人が市民権を取得しないのは、彼らがトルコ人としての強いアイデンティティを保持しているからである。
トルコ人の主な就業先は製造業やサービス業、石炭採掘などである。また、ベルリン市内のフリードリヒスハイン＝クロイツベルク区（旧クロイツベルク区）はトルコ人集住地区として知られ、トルコ人向けの商店などもある。

## その他の特筆事項

### 国土の端点
ここではドイツの最果ての地について記述する。
- 最北端：リスト（シュレースヴィヒ＝ホルシュタイン州、北緯55度03分00秒 東経8度24分00秒 / 北緯55.05000度 東経8.40000度
- 最南端：オーベルストドルフ（バイエルン州、北緯47度16分12.39秒 東経10度10分41.95秒 / 北緯47.2701083度 東経10.1783194度）
- 最西端：ゼルフカント（ノルトライン＝ヴェストファーレン州、北緯51度1分00秒 東経5度53分00秒 / 北緯51.01667度 東経5.88333度）
- 最東端：ナイセアウエ（ザクセン州、北緯51度16分00秒 東経15度2分00秒 / 北緯51.26667度 東経15.03333度

＊ドイツ最北端の町リストはジルト島にある。ドイツ本土における最北端はシュレースヴィヒ＝ホルシュタイン州アーヴェントフト（北緯54度54分00秒 東経8度49分00秒 / 北緯54.90000度 東経8.81667度）となる。
ドイツ連邦の国土の端は、ドイツの歌の第1節に登場していた。今日この歌はドイツの国歌となり、国土の端に関する歌詞は第3節に移動した。この歌に登場する国土の端は作詞された1841年時点では正しかったが、もはや今日では不正確である。その国土の端とは以下の河川である。
- マース川 - フランス、ベルギー、オランダを横断し、当時ドイツ連邦に加盟していたリンブルク公国（現在のオランダ・リンブルフ州）との境界をなしていた。
- ネマン川（ドイツ語名：メーメル川） - ベラルーシとリトアニアを流れる川であるが、かつては東プロイセンの境界の一部をなしていた。
- アディジェ川（ドイツ語名：エッチュ川） - ボルツァーノ自治県 （当時はオーストリア領で、第一次世界大戦後にハプスブルク帝国からイタリアに移った）に端を発する川。
- 小ベルト海峡 - バルト海にあり、当時ドイツとデンマークの境界であった。現在ではデンマークに属する。

### 標高
- 最低点：ノイエンドルフ・ザクセンバンデ（シュレースヴィヒ＝ホルシュタイン州、海面下3.53m、北緯53度57分45秒 東経9度20分00秒 / 北緯53.96250度 東経9.33333度）
- 最高点：ツークシュピッツェ（バイエルン州、2962m、北緯47度25分00秒 東経10度59分00秒 / 北緯47.41667度 東経10.98333度）